# UTS Akro-Bad (akrobatyka)
UTS „Akro-Bad” (akrobatyka) – sekcja akrobatyki klubu sportowego „UTS Akro-Bad” z siedzibą w Warszawie, założonego w 1965 roku.

## Trenerzy
- Kazimierz Prędki
- Kazimierz Sternik
- Joanna Paterek (Piotrowska)
- Mariusz Wieczorek
- Marzena Grzesiak (Jurczak)
- Alicja Grochowska (Ignaczak)
- Piotr Rzeszutek
- Natalia Piróg
- Katarzyna Stępniewska
- Daniel Czajewski

## Instruktorzy
- Grzegorz Czajewski
- Maria Szymańska
- Anastazja Przygodzka
- Zuzanna Rycerska
- Patryk Jaworski
- Dominik Pamin

## Historia klubu
Sekcja akrobatyki sportowej w Ursusie działa od 1 marca 1965 roku. Została przejęta przez Robotniczy Klub Sportowy „Ursus” z MKS Ogniwo Pruszków. W RKS Ursus sekcja działała do końca kwietnia 2000 roku. 1 maja 2000 roku, z rozpadającego się ze względu na trudności finansowe RKS, sekcja przejęta została przez nowo powstały klub sportowy – Ursusowskie Towarzystwo Sportowe „Akro-Bad” Warszawa Pierwszym trenerem sekcji akrobatyki sportowej w Ursusie była Aleksandra Morzycka, która najpierw prowadziła sekcję w MKS Iskra Grodzisk Mazowiecki (1958-60), a następnie MKS Ogniwo Pruszków (1961-64). Aleksandrze Morzyckiej w sekcji w Ursusie początkowo pomagał trener Bronisław Morzycki. Początkowo sekcja prowadziła zajęcia tylko dla dziewcząt. W 1968 r. trener Zygmunt Burliński, rozpoczął treningi dla chłopców. Zygmunt Burliński w sekcji pracował do 1982 r. W 1975 r. pracę w sekcji podjął Kazimierz Prędki, który od 1964 r. prowadził sekcję akrobatyczną w Garwolinie. Po odejściu z pracy Aleksandry Morzyckiej w 1982 r. Kazimierz Prędki przejął kierowanie działalnością sekcji. Pozostali szkoleniowcy, którzy w różnych okresach pracowali w sekcji: Danuta Janczak (1968-73), Edmund Ignaczak (1972-84), Wojciech Szyszko (1973-75), Andrzej Lebioda (1978), Waldemar Szuplewski, Adam Misiak (1979-92), Renata Misiak (1981-89), Barbara Kacprzak (1983-85), Waldemar Banasiak (1989-96), Marzena Werner (1989), Józef Prończuk, Barbara Kraszewska – choreograf (1965-86). Długoletnim kierownikiem sekcji była Krystyna Oracka. W latach 90. w działalność kierowniczą sekcji włączył się Kazimierz Sternik, który w 1984 r. podjął pracę w sekcji jako trener męskich konkurencji. Wcześniej przez kilka lat był on zawodnikiem ursusowskiej sekcji w dwójkach i czwórkach męskich.

## Zawodnicy w mediach
Zawodnikami UTS Akro-Bad byli członkowie zespołu Alter Trio. Michał i Maciej Miecznikowscy oraz Jan Kocoń którzy dostali się do finałów sezonu 7 Mam Talent.
Zespół Junimo Akro Trio składający się również z zawodników UTS Akro-Bad: Julia Galusiakowska, Nicola Hyżyk i Monika Siwołowska wystąpiły w programach: Dzień Dobry TVN, w TV ABC w programie Petersburski Music Show oraz w telewizji TVN
W programie „The Brain. Genialny umysł” wystąpiły Nadia Jasińska oraz Gabrysia Podleś
W programie „Pytanie na śniadanie” pojawili się Akrobaci na Kółkach. Team zbudowany również z zawodników UTS Akro-Bad

## Najważniejsze osiągnięcia sekcji UTS „Akro-Bad” (Akrobatyka)
| Rok  | Miejsce zawodów    | Kategoria   | Zawodnicy                                          | układ I (statyczny) | układ II (dynamiczny) | wielobój |
| ---- | ------------------ | ----------- | -------------------------------------------------- | ------------------- | --------------------- | -------- |
| 1974 | Moskwa (ZSRR)      | 3-ka kobiet | Jabłońska Zofia, Kacprzak Barbara, Jarzębczyk Anna | złoto               | srebro                | srebro   |
| 1976 | Saarbriicken (RFN) | 2-ka kobiet | Jabłońska Zofia, Noga Maria                        |                     | srebro                | srebro   |

| Rok  | Miejsce zawodów      | Kategoria     | Zawodnicy                                                                      | układ I (statyczny) | układ II (dynamiczny) | wielobój |
| ---- | -------------------- | ------------- | ------------------------------------------------------------------------------ | ------------------- | --------------------- | -------- |
| 2006 | Coimbra (Portugalia) | 4-ka mężczyzn | Michał Miecznikowski, Maciej Miecznikowski, Maciej Sternik, Damian Szczepański |                     |                       | srebro   |

| Rok  | Miejsce zawodów     | Kategoria   | Zawodnicy                                          |       |
| ---- | ------------------- | ----------- | -------------------------------------------------- | ----- |
| 1975 | Widnau (Szwajcaria) | 3-ka kobiet | Jabłońska Zofia, Kacprzak Barbara, Jarzębczyk Anna | złoto |

| Rok  | Miejsce zawodów         | Kategoria     | Zawodnicy                                                                      | układ I (statyczny) | układ II (dynamiczny) | wielobój |
| ---- | ----------------------- | ------------- | ------------------------------------------------------------------------------ | ------------------- | --------------------- | -------- |
| 2000 | Winterthur (Szwajcaria) | 4-ka mężczyzn | Stefański Mariusz, Malicki Jacek, Szczerba Łukasz, Pajewski Grzegorz           | brąz                |                       |          |
| 2006 | Zielona Góra (Polska)   | 4-ka mężczyzn | Michał Miecznikowski, Maciej Miecznikowski, Maciej Sternik, Damian Szczepański |                     |                       | brąz     |

| Rok  | kategoria     | Zawodnicy                                                             | Miejsce |
| ---- | ------------- | --------------------------------------------------------------------- | ------- |
| 1968 | 3-ka kobiet   | Hanusz Jolanta, Nowacka Lidia, Jabłońska Zofia                        | złoto   |
| 1969 | 2-ka kobiet   | Hanusz Jolanta, Jarzębczyk Anna                                       | złoto   |
| 1970 | 2-ka kobiet   | Hanusz Jolanta, Jarzębczyk Anna                                       | złoto   |
| 1971 | 2-ka kobiet   | Wiśniewska Ewa, Chudolińska Jadwiga                                   | złoto   |
| 1972 | 2-ka kobiet   | Jabłońska Zofia, Jarzębczyk Anna                                      | złoto   |
| 1973 | 2-ka kobiet   | Jabłońska Zofia, Jarzębczyk Anna                                      | złoto   |
| 1973 | 3-ka kobiet   | Jabłońska Zofia, Jarzębczyk Anna, Kacprzak Barbara                    | złoto   |
| 1981 | 2-ka kobiet   | Prędka Agata, Augustyniak Dorota                                      | złoto   |
| 1983 | 2-ka kobiet   | Prędka Agata, Kazimierczak Mirosława                                  | złoto   |
| 1988 | 2-ka kobiet   | Kowal Lidia, Seweryńska Katarzyna                                     | złoto   |
| 1993 | 2-ka kobiet   | Ponikiewska Katarzyna, Sadowska Aneta                                 | złoto   |
| 2011 | 4-ka mężczyzn | Miecznikowski Maciej, Miecznikowski Michał, Sternik Maciej, Kocoń Jan | złoto   |
| 2012 | 4-ka mężczyzn | Miecznikowski Maciej, Miecznikowski Michał, Sternik Maciej, Kocoń Jan | złoto   |
| 2014 | 2-ka kobiet   | Purymska Natalia, Sasimowska Zofia                                    | złoto   |
| 2016 | 2-ka kobiet   | Kajda Aneta, Sasimowska Zofia                                         | złoto   |
| 2017 | 3-ka kobiet   | Galusiakowska Julia, Hyżyk Nicola, Siwołowska Monika                  | złoto   |
| 2018 | 3-ka kobiet   | Hyżyk Nicola, Pszczółkowska Katarzyna, Siwołowska Monika              | złoto   |
| 2019 | 4-ka mężczyzn | Patryk Jaworski, Marcin Tylkowski, Maciej Kroczak, Damian Sobański    | złoto   |

| Rok  | Kategoria     | Zawodnicy                                                                | Miejsce |
| ---- | ------------- | ------------------------------------------------------------------------ | ------- |
| 1991 | 3-ka kobiet   | Piotrowska Joanna, Ponikiewska Katarzyna, Kula Anna                      | złoto   |
| 1991 | 4-ka mężczyzn | Wojtczak Tomasz, Banaszak Artur, Gozdowski Stanisław, Orzechowski Piotr  | złoto   |
| 1995 | 4-ka mężczyzn | Wieczorek Mariusz, Mita Sebastian, Turos Maciej, Kowalski Daniel         | złoto   |
| 1999 | 2-ka mężczyzn | Szczerba Łukasz, Pajewski Grzegorz                                       | złoto   |
| 2000 | 2-ka mężczyzn | Szczerba Łukasz, Pajewski Grzegorz                                       | złoto   |
| 2000 | 4-ka mężczyzn | Szczerba Łukasz, Stefański Mariusz, Malicki Jacek, Pajewski Grzegorz     | złoto   |
| 2012 | 4-ka mężczyzn | Jaworski Patryk, Cynowski Patryk, Porzeziński Patryk, Kłos Daniel        | złoto   |
| 2013 | 4-ka mężczyzn | Pamin Dominik, Porzeziński Patryk, Stasik Bartłomiej, Dereniewski Patryk | złoto   |
| 2013 | 4-ka mężczyzn | Kędzierski Kacper, Knap Damian, Błesznowski Piotr, Piotrowski Tymoteusz  | złoto   |
| 2014 | 2-ka mężczyzn | Pamin Dominik, Dereniewski Patryk                                        | złoto   |
| 2014 | 3-ka kobiet   | Przygoda Wiktoria, Galusiakowska Julia, Siwołowska Monika                | złoto   |
| 2016 | 2-ka mężczyzn | Błesznowski Piotr, Dereniewski Patryk                                    | złoto   |
| 2017 | 3-ka kobiet   | Galusiakowska Julia, Hyżyk Nicola, Siwołowska Monika                     | złoto   |

| Zawodnik                | MSS | MPS | MPJ |
| ----------------------- | --- | --- | --- |
| Jarzębczyk Anna         | 1   | 5   |     |
| Jabłońska Zofia         | 1   | 4   |     |
| Kacprzak Barbara        | 1   | 1   |     |
| Hanusz Jolanta          |     | 3   |     |
| Siwołowska Monika       |     | 2   | 2   |
| Hyżyk Nicola            |     | 2   | 1   |
| Kocoń Jan               |     | 2   |     |
| Miecznikowski Maciej    |     | 2   |     |
| Miecznikowski Michał    |     | 2   |     |
| Prędka Agata            |     | 2   |     |
| Sasimowska Zofia        |     | 2   |     |
| Sternik Maciej          |     | 2   |     |
| Galusiakowska Julia     |     | 1   | 2   |
| Jaworski Patryk         |     | 1   | 1   |
| Ponikiewska Katarzyna   |     | 1   | 1   |
| Augustyniak Dorota      |     | 1   |     |
| Chudolińska Jadwiga     |     | 1   |     |
| Kajda Aneta             |     | 1   |     |
| Kazimierczak Mirosława  |     | 1   |     |
| Kowal Lidia             |     | 1   |     |
| Nowacka Lidia           |     | 1   |     |
| Purymska Natalia        |     | 1   |     |
| Pszczółkowska Katarzyna |     | 1   |     |
| Sadowska Aneta          |     | 1   |     |
| Seweryńska Katarzyna    |     | 1   |     |
| Wiśniewska Ewa          |     | 1   |     |
| Dereniewski Patryk      |     |     | 3   |
| Pajewski Grzegorz       |     |     | 3   |
| Szczerba Łukasz         |     |     | 3   |
| Błesznowski Piotr       |     |     | 2   |
| Pamin Dominik           |     |     | 2   |
| Porzeziński Patryk      |     |     | 2   |
| Banaszak Artur          |     |     | 1   |
| Cynowski Patryk         |     |     | 1   |
| Gozdowski Stanisław     |     |     | 1   |
| Kędzierski Kacper       |     |     | 1   |
| Kłos Daniel             |     |     | 1   |
| Knap Damian             |     |     | 1   |
| Kowalski Daniel         |     |     | 1   |
| Kula Anna               |     |     | 1   |
| Malicki Jacek           |     |     | 1   |
| Mita Sebastian          |     |     | 1   |
| Orzechowski Piotr       |     |     | 1   |
| Piotrowska Joanna       |     |     | 1   |
| Piotrowski Tymoteusz    |     |     | 1   |
| Przygoda Wiktoria       |     |     | 1   |
| Stasik Bartłomiej       |     |     | 1   |
| Stefański Mariusz       |     |     | 1   |
| Turos Maciej            |     |     | 1   |
| Wieczorek Mariusz       |     |     | 1   |
| Wojtczak Tomasz         |     |     | 1   |